# Pierpaolo Ferrazzi
Pierpaolo Ferrazzi (Bassano del Grappa, 23 de julio de 1965) es un deportista italiano que compitió en piragüismo en la modalidad de eslalon.
Participó en cuatro Juegos Olímpicos de Verano, entre los años 1992 y 2004, obteniendo en total dos medallas, oro en Barcelona 1992 y bronce en Sídney 2000, ambas en la prueba de K1 individual. Ganó 3 medallas de plata en el Campeonato Mundial de Piragüismo en Eslalon entre los años 1989 y 2005, y 3 medallas en el Campeonato Europeo de Piragüismo en Eslalon entre los años 2000 y 2005.

## Palmarés internacional
| Juegos Olímpicos   | Juegos Olímpicos              | Juegos Olímpicos  | Juegos Olímpicos |
| Año                | Lugar                         | Medalla           | Competición      |
| ------------------ | ----------------------------- | ----------------- | ---------------- |
| 1992               | Barcelona (España)            | Medalla de oro    | K1 individual    |
| 2000               | Sídney (Australia)            | Medalla de bronce | K1 individual    |
| Campeonato Mundial |                               |                   |                  |
| Año                | Lugar                         | Medalla           | Competición      |
| 1989               | Río Savage (Estados Unidos)   | Medalla de plata  | K1 por equipos   |
| 2002               | Bourg-Saint-Maurice (Francia) | Medalla de plata  | K1 por equipos   |
| 2005               | Penrith (Australia)           | Medalla de plata  | K1 por equipos   |
| Campeonato Europeo |                               |                   |                  |
| Año                | Lugar                         | Medalla           | Competición      |
| 2000               | Mezzana (Italia)              | Medalla de oro    | K1 individual    |
| 2000               | Mezzana (Italia)              | Medalla de oro    | K1 por equipos   |
| 2005               | Tacen (Eslovenia)             | Medalla de bronce | K1 por equipos   |